# ريكاردو ألفاريز (لاعب كرة قدم)
ريكاردو ألفاريز (بالإسبانية: Ricardo Álvarez)‏ (1 يناير 1911 بمدينة فيراكروز في المكسيك - 1 يناير 1986) هو لاعب كرة قدم مكسيكي في مركز الهجوم. لعب مع نادي بويبلا وتيبورونيس روخوس دي فيراكروز وU.D. Moctezuma de Orizaba ‏.